# Martin Tolar
Martin Tolar (*1964) je český neurolog a vědec, který se zabývá výzkumem Alzheimerovy nemoci.

## Život
Pochází z lékařské rodiny. Jeho dědeček učil na Univerzitě Karlově a pak byl primářem ve zlínské nemocnici. Jako šéflékař u zlínského podnikatele Tomáše Bati v této nemocnici založil a vybudoval oddělení zabývající se pracovním lékařstvím.
Martin Tolar začal nejprve v Praze studovat počítačové vědy a poté medicínu na 2. lékařské fakultě Univerzity Karlovy. V listopadu 1989 patřil ke skupině studentů, kteří organizovali studentský stávkový výbor.
Po studiu odjel na doktorské studium do Spojených států (New York), titul Ph.D. získal na University of Cincinnati School of Medicine (a již tehdy se věnoval výzkumu kolem Alzheimerovy nemoci). Následně pracoval jako neurolog, svoji klinickou specializaci v oboru neurologie dokončil na Boston Medical Center a pak učil na Yaleově univerzitě (Yale University School of Medicine) na pozici Assistant Professor. Následně v průběhu několika let pracoval v různých vedoucích (ředitelských) funkcích v několika farmaceutických a biotechnologických společnostech. Sem spadá i jeho zkušenost z práce ve vedení farmaceutické společnosti Pfizer.
V roce 2013 založil v Bostonu společnost Alzheon, která se věnuje vývoji léků na Alzheimerovu nemoc a další neurodegenerativní onemocnění. Výzkumníkům se podařilo identifikovat toxin, který je pro rozvoj Alzheimerovy nemoci klíčový. Společnost Alzheon vyvinula lék, který má nemoc léčit a také jí předcházet. V tabletce podávaná látka ALZ-801 vstoupila ve Spojených státech do třetí, závěrečné fáze klinických studií. V roce 2022 patřila firma Alzheon mezi ty světové farmaceutické společnosti, které byly nejblíže k vývoji léčebného přípravku použitelného jak pro léčbu, tak i pro prevenci Alzheimerovy nemoci.
Na vývoji diagnostického testu na tuto nemoc bude firma Alzheon spolupracovat s Ústavem organické chemie a biochemie AV ČR. Technologie léku je podle Marina Tolara využitelná i u dalších neurodegenerativních onemocnění, jako je například Parkinsonova nemoc či amyotrofická laterální skleróza.
Když vše půjde podle plánu, lék (pilulka) se na světový trh dostane někdy kolem roku 2025.
Podle kvalifikovaných odhadů Mezinárodního sdružení pro Alzheimerovu chorobu (ADI) potřebovalo v roce 2013 dlouhodobou péči asi 35 milionů nemocných lidí na planetě. Toto číslo se bez nasazení účinné léčby do roku 2050 zřejmě až ztrojnásobí a dosáhne celkového počtu 115 milionů lidí na celé zeměkouli.